# Рулон Гарднер
Ру́лон Га́рднер (англ. Rulon Gardner; 16 серпня 1971, Афтон, Вайомінг) — американський борець греко-римського стилю, чемпіон світу, дворазовий чемпіон та срібний призер Панамериканських чемпіонатів, срібний призер Панамериканських ігор, володар Кубку світу, чемпіон та бронзовий призер Олімпійських ігор з греко-римської боротьби. Панамериканський чемпіон з вільної боротьби. Став широко відомим після перемоги у фіналі Олімпіади 2000 над найкращим борцем греко-римського стилю XX століття Олександром Кареліним. Занесений до Національної зали слави боротьби (англ. National Wrestling Hall of Fame) у США (2010).

## Біографія

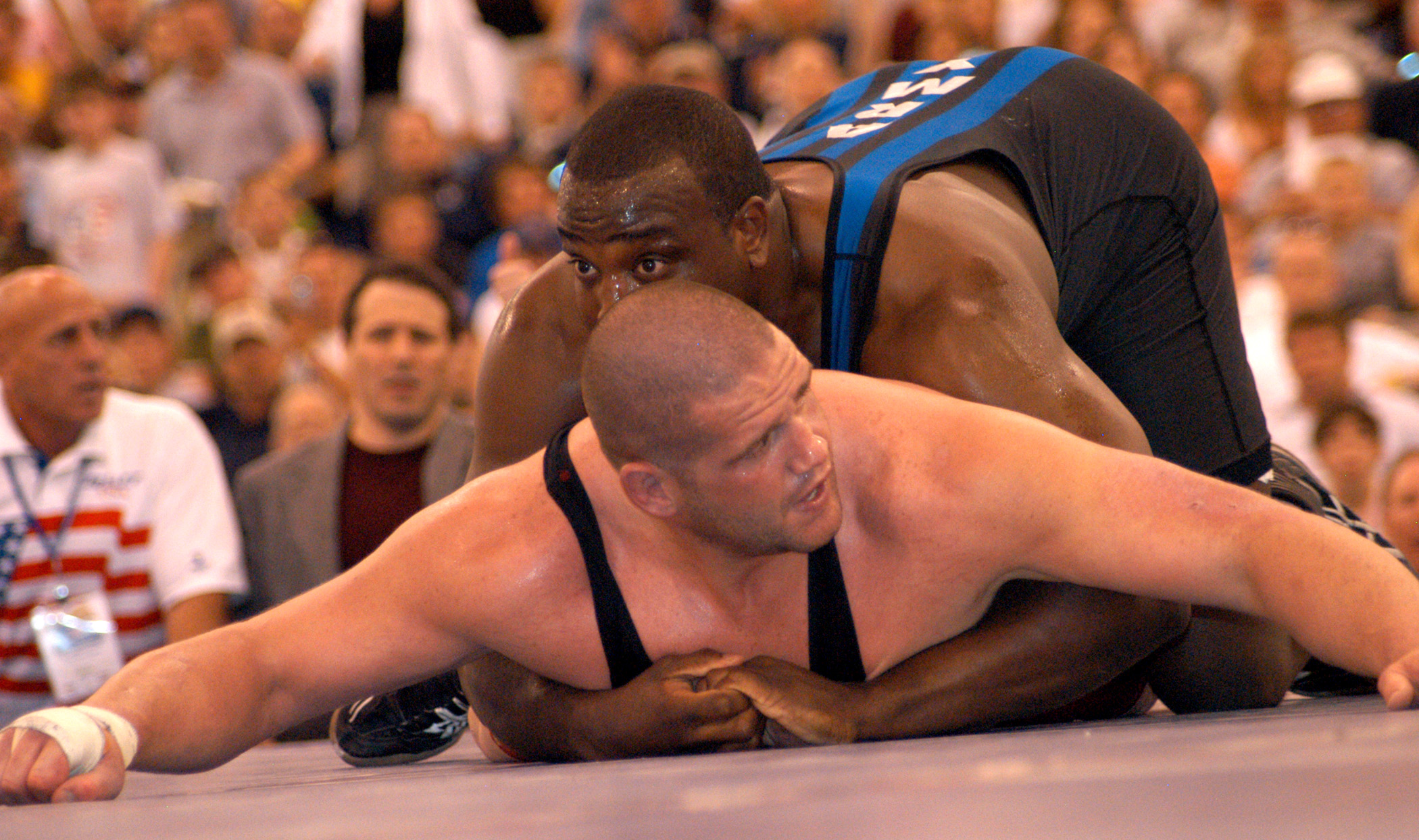
Рулон Гарднер і Дремієль Баєрс у партері

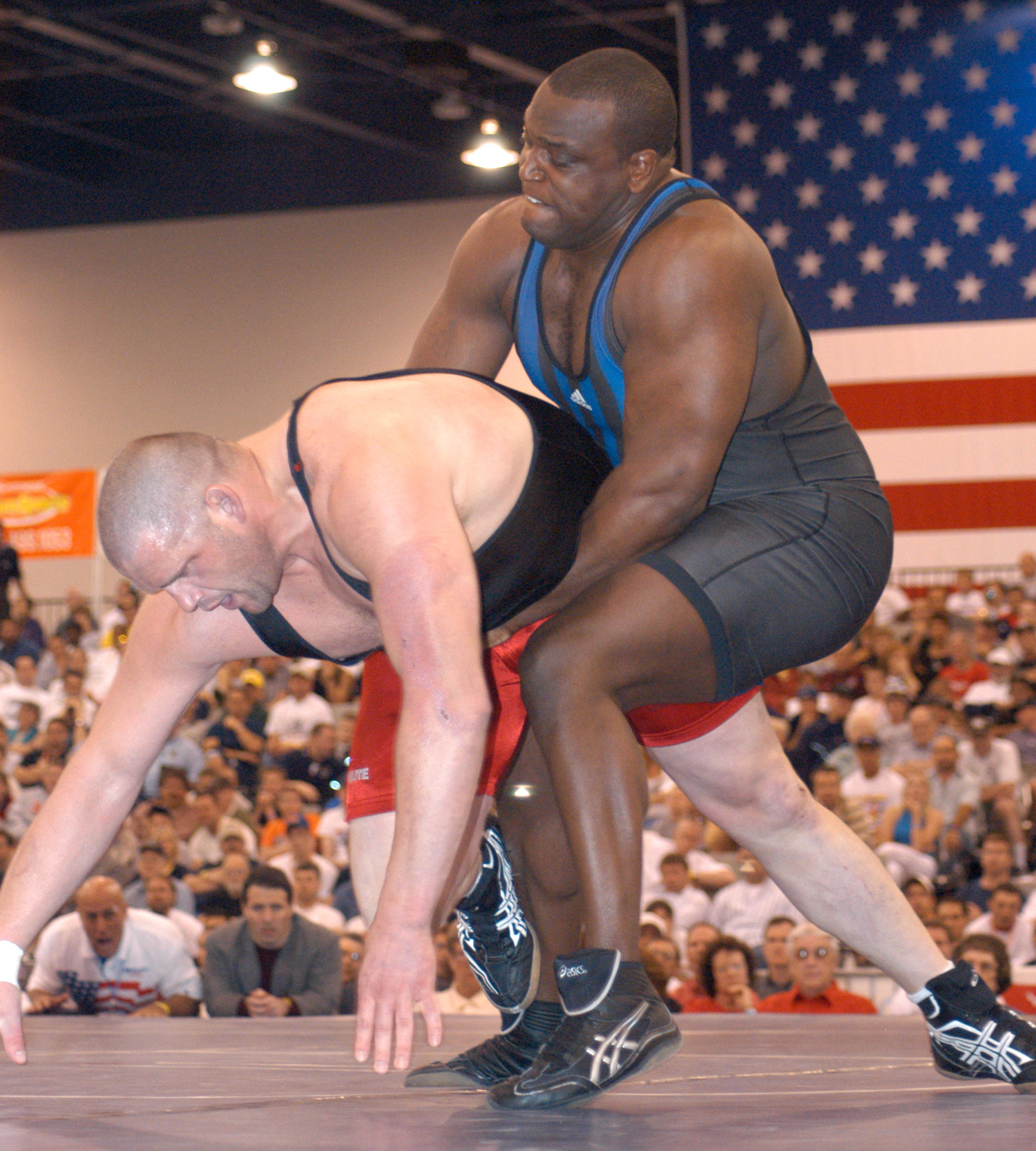
У поєдинку проти співвітчизника Дремієля Баєрса у квітні 2004

Народився в містечку Афтон у Вайомінзі в родині мормонів Ріда та Вірджинії Гарднерів і був наймолодшим з дев'яти їхніх дітей. Одним з прапрадідів Рулона Гарднера був Арчибальд Гарднер (1814—1902) — один з американських піонерів і бізнесменів XIX століття, який допоміг створити громади в штатах Вайомінг, Юта і Айдахо.
Дитинство провів на молочній фермі свого батька за доїнням корів і скирдуванням сіна. Іноді заради забави клав корів «на лопатки». Вже в четвертому класі важив 70 кілограмів і хлопчаки дражнили його «жиртрестом». А ще його називали тупим і навіть ідіотом, бо у хлопчика діагностували синдром дефіциту уваги, через що він гірше за всіх у класі читав. Глузування стали для нього стимулом.
Боротьбою почав займатися з 1976 року. Перший тренер — Кевін Кеннігтон. Через велику вагу він не міг боротися з однолітками і йому доводилося це робити зі старшими, які були технічніші й досвідченіші, тому Рулон весь час програвав. Він був найгіршим борцем в команді, але терпів і продовжував тренування. Тоді він засвоїв правило, яке вважав головним у своєму житті — «Ніколи не здавайся!». Перші успіхи прийшли лише у 13 років.
Закінчив школу в Афтоні та Університет штату Небраска. До 1995 року займався виключно вільною боротьбою, яка дуже популярна у США, і лише у віці 24 років почав займатися греко-римською боротьбою. Тренувався в Олімпійському центрі в Колорадо-Спрінгз (штат Колорадо). Виступав за борцівський клуб «Sunkist Kids» з Фінікса. П'ятиразовий (1995, 1997, 2000—2002) чемпіон США. Триразовий (1994, 1998, 1999) срібний і бронзовий (1996) призер чемпіонатів США.

### Літні Олімпійські ігри 2000
До літніх Олімпійських ігор в Сіднеї Рулон Гарднер був маловідомим борцем. Він перемагав у ненайсильнішому Панамериканському чемпіонаті та у Кубку світу, який найсильніші борці часто ігнорують. Найкращим досягненням на чемпіонаті світу було п'яте місце. Та на Олімпіаді Рулон, хоч і не без складностей, але досяг фіналу. Дві сутички він виграв з різницею лише в один бал. Причому у півфіналі за дві з половиною хвилини поступався уродженцю Золотоноші, що представляв Ізраїль, Юрію Євсейчику з рахунком 2:0. Але не здався, зрівняв рахунок і в підсумку виграв 3-2 через попередження в овертаймі.
На вирішальний поєдинок за звання олімпійського чемпіона Гарднер вийшов проти триразового олімпійського чемпіона, дев'ятиразового чемпіона світу, найкращого борця греко-римського стилю XX століття росіянина Олександра Кареліна. До цього Карелін 13 років не знав поразок. Остання трапилась у фіналі чемпіонату СРСР 1987 року, коли він поступився одним балом Ігорю Ростороцькому. Іноземцям взагалі жодного разу ніколи не програвав. Шість років поспіль до цього поєдинку не віддавав суперникам жодного балу.
У сутичці проти Кареліна Гарднер терпляче захищався, не даючи тому виконати прийом, але й сам не ризикував. Тактика американського спортсмена, що й сам відрізнявся дуже сильною витривалістю, була спрямована на виснаження супротивника. Перший період завершився з рахунком 0-0, через що, згідно з новими правилами, суперників поставили в хрестоподібне захоплення. Сенс його полягає в тому, що переможне очко отримує той, хто не розімкне рук. Карелін відпустив захоплення першим, за що Рулон і отримав єдиний бал, який в підсумку став для нього «золотим». Причому суддя хотів спочатку віддати бал Кареліну, бо йому здалося, що Гарднер першим розціпив руки, але на вимоги американського тренера передивився відеоповтор, де чітко було видно, що першим це зробив росіянин. Потім в Олександра було ще понад 5 хвилин, щоб провести прийом, але важкий американець вміло уникав захоплення і вирвав перемогу.
Поразка проти Рулона Гарднера стала останнім поєдинком у кар'єрі Олександра Кареліна. За словами Рулона, він дуже ретельно відпрацьовував захист від особливого прийому Кареліна «зворотній пояс», на який не раз попадався в минулих сутичках. Під час одного з таких прийомів Кареліна, коли спортсмен падає начебто з рівня другого поверху, Гарднер, вдарившись головою об мат, отримав пошкодження двох шийних хребців, через що довгі роки змушений був відвідувати по декілька разів на місяць мануального терапевта. Але особливу увагу американець приділив хрестоподібному захопленню. Натомість Олександр самовпевнено заявляв, що досконало володіє лише трьома прийомами і їх йому цілком вистачає.

Після перемоги над росіянином Рулон згадав своє дитинство, проведене на фермі, і в інтерв'ю заявив: 
|  | Їдьте на ферму і спробуйте зрушити з місця корову, коли вона того не хоче. Тут було те ж саме. Тільки Олександр набагато рухливіший і весь час намагався мене кинути на килим. |

Перемога над непереможним росіянином винесла Гарднера на вершину слави. Олімпійським комітетом США він був визнаний найкращим спортсменом 2000 року. Того ж року був нагороджений Призом Джеймса Саллівана як «Найвидатніший спортсмен-любитель у США». Щоправда, сам Рулон був дуже скромним в оцінці своєї перемоги: 
|  | Карелін — Бог. Він був і залишиться найкращим борцем. Правда, дехто тепер думає, що найкращий — я. Але я просто олімпійський чемпіон. І в історію ввійду не як Рулон Гарднер, а як переможець Кареліна. |

Американські ЗМІ назвали цю перемогу найнепередбачуванішим результатом на Олімпіадах після того, як Радянський Союз переміг США на літніх Олімпійських іграх 1972 року у фіналі баскетбольного турніру і збірна США, складена зі студентів, розгромила зіркову збірну СРСР у фіналі хокейного турніру на зимових Олімпійських іграх 1980 року, який був охрещений журналістами «Дивом на льоду». За аналогією ЗМІ назвали перемогу Гарднера над непереможним росіянином «Дивом на килимі» (англ. «Miracle on the Mat»).
Перемога Гарднера на Олімпіаді примітна ще й тим, що стала першою і поки що єдиною перемогою США у греко-римській боротьбі, здобутій на іграх, у яких брали участь всі провідні спортивні країни. Дві єдині золоті медалі в цій дисципліні американці здобули перед тим на Лос-Анджелеській Олімпіаді 1984 року, яка бойкотувалася Радянським Союзом і багатьма його сателітами із соціалістичного табору, що мали сильних спортсменів у класичній боротьбі, крім Югославії, Румунії і КНР. Так на наступних іграх у Сеулі, що проходили вже у повному складі, країни, що бойкотували попередні, здобули у змаганнях з греко-римської боротьби сім перемог у десяти вагових категоріях, в той час як США спромоглися отримати одну, та й то бронзову нагороду.
У Росії, де Карелін був не лише непереможним спортсменом, а й символом, тотемом і фетишем російського спорту, не могли навіть припустити думку про те, що хтось може його здолати. Він подорожував на вертольоті з тренерами, масажистами та лікарями, володів казино і готелем, і був обраний до Державної думи за порадою свого друга, президента Володимира Путіна. Поразка національного символу стала спортивною подією року № 1 і викликала справжню істерію. Деякі вболівальники отримали інфаркт, другі, розчаровані спалили опудало свого кумира, треті, вважаючи перемогу американця несправедливою, почали збирати гроші на золоту медаль, щоб її теж вручили Кареліну. Російські ЗМІ зі злістю висміювали Гарднера, називаючи його «кремезним карликом з непропорційно тонкими ногами», безпідставно звинувачували його у вживанні допінгу, поширювали чутки про підкуп суддів. Голова Держкомспорту Росії на прийомі, влаштованому на честь Хуана Антоніо Самаранча, виступив з пропозицією «вручити Кареліну альтернативну золоту медаль», на що президент Міжнародного олімпійського комітету ніяк не зреагував. Навіть через 16 років ЗМІ продовжують називати перемогу Гарднера над Кареліним «найбільшим тріумфом Америки над Росією з часів „дива на льоду“ 1980 року», та зараховувати її до найбільших спортивних сенсацій всіх часів.

### Подальша спортивна кар'єра
Наступного року американець довів, що олімпійський успіх не був випадковим, вигравши світову першість. У чвертьфінальному поєдинку зустрічався з росіянином Юрієм Патрикеєвим, якому за рік до цього перед Олімпіадою чисто програв за 18 секунд. На останній хвилині Гарднер програвав 0-3, але зумів провести кидок і поклав Юрія на лопатки. У фіналі переміг угорського борця Міхая Дік-Бардоша.
Після цього успіху була ще срібна нагорода Панамериканських ігор у 2003, десяте місце на чемпіонаті світу того ж року, перше та друге місце на меморіалі Дейва Шульца на батьківщині та участь у другій Олімпіаді 2004 року, що проходила в Афінах. Там Гарднеру вдалося завоювати свою другу олімпійську нагороду, цього разу бронзову. У півфіналі американець програв з рахунком 4-1 грузину Георгію Цурцумії, що представляв Казахстан, а у сутичці за третє місце з рахунком 3-0 переміг іранця Саяда Барзі. Цей поєдинок став останнім у кар'єрі Рулона Гарднера. На знак цього він залишив борцівки на килимі.

У тому ж році Гарднер в перший і останній раз взяв участь в матчі за правилами ММА проти чемпіона світу 1999 року й олімпійського чемпіона 1992 року із дзюдо Хідехіко Йосіди з Японії, що на той час провів у змішаних єдиноборствах 8 матчів (6-1-1) — і впевнено переміг. Гарднер, який і сам отримав від японця величезний синець на стегні й удар коліном в око, відмовився від подальших боїв: 
|  | Це був мій єдиний бій. Спочатку передбачалося, що будуть ще два, але я вирішив: досить. Залишився живий — і чудово, а більше мені такого щастя не потрібно. |

За словами Гарднера у керівництва PRIDE були свої сподівання на його наступний бій з тодішнім чемпіоном PRIDE у важкій вазі Федором Ємельяненко, за який американцю пропонувалося близько $ 1 млн, але Гарднер від бою відмовився.

## Життя поза спортом

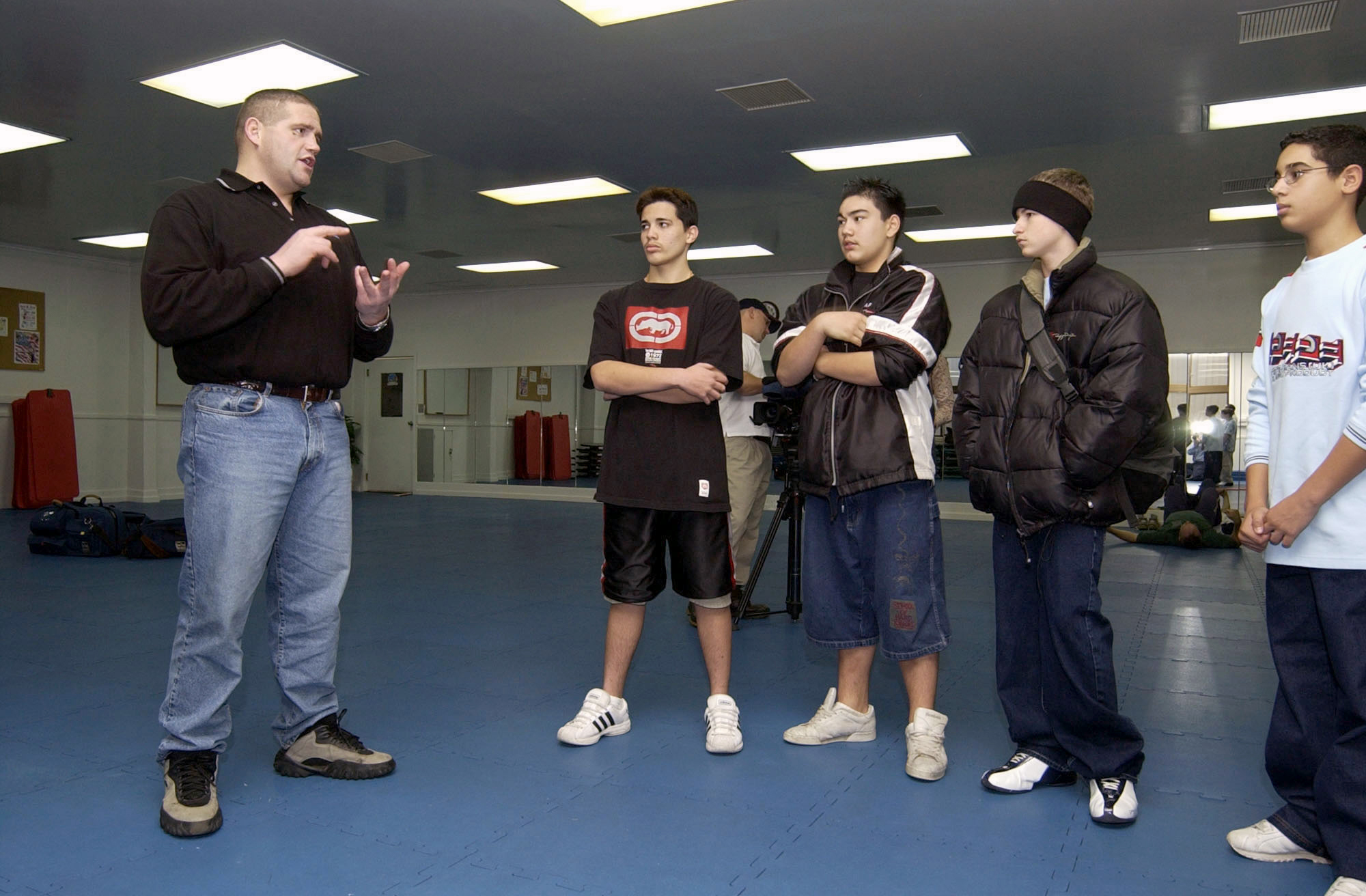
Рулон Гарднер дає експертні поради борцівській команді середньої школи під час свого візиту на авіабазу Місава

Все життя Гарднера переслідували нещасні випадки. В дев'ять років він ледь не вбив себе, простреливши собі живіт із саморобного арбалета (за іншою версією, однокласник, що цілився з арбалета в яблуко на голові Рулона, поцілив йому у вухо).
У 1990 році у молодого спортсмена померла дочка і він розлучився з першою дружиною.
2002 року він вирушив кататися на снігоході у віддаленому районі Вайомінгу, відстав від друзів і потрапив у аварію. Гарднер зазнав травм і провів на морозі майже 18 годин, доки до нього не дісталися рятувальники. Температура його тіла впала до 25 °C. Ноги постраждали від травм і обмороження так, що один з пальців на нозі довелося ампутувати, хоча спочатку хірурги збиралися відрізати по пів ступні на кожній нозі, але Гарднер не погодився. З тих пір він тримає ампутований палець у формальдегіді в холодильнику як нагадування про те, що не варто бути безвідповідальним і дурним. Лікарі заявили, що з боротьбою доведеться завершувати. Він пропустив весь 2002 рік, але вже в 2003 році все ж повернувся у спорт.
У березні 2004 року Рулон потрапив в іншу аварію — в його мотоцикл врізався автомобіль, і він вилетів із сідла, але відбувся невеликими подряпинами. Приблизно в той же час за кілька місяців до Олімпіади-2004 в товариському баскетбольному матчі спортсмен пошкодив кисть, для лікування якої знадобилася операція і металеві штифти. Але йому вдалося потрапити на Олімпіаду і навіть завоювати там бронзову нагороду.
2007 року Гарднер потрапив ще й в авіакатастрофу. Невеликий літак, на якому Рулон і двоє його друзів поверталися з озера, врізався у воду на швидкості 240 км/год. Олімпійський чемпіон травмував голову, але не втратив свідомості й зміг вибратися з літака разом з товаришами. Понад годину вони пливли озером, температура води в якому становила близько 7 °C. Після цього їм ще довелося провести ніч на вулиці за температури в -2 °C. Їм дуже пощастило, бо зранку усі троє були підібрані рибальським човном, який випадково заплив у ті місця.
Гарднер завжди був схильний до зайвої ваги. Ще під час навчання в університеті йому знадобилося скинути 24 кг, щоб отримати спортивну стипендію. Після закінчення спортивної кар'єри Рулон почав стрімко набирати вагу, яка до 2011 року досягла 195 кг. Тоді він вирішив взяти участь в реаліті-шоу, учасники якого повинні були протягом декількох місяців худнути. За 16 тижнів Гарднеру вдалося скинути понад 70 кг і він претендував на перемогу в проекті, але покинув його прямо перед фіналом. Він почав тренування, жадаючи повернутися у великий спорт, щоб ще раз виступити на Олімпійських іграх 2012 року в Лондоні, але не встиг скинути ще декількох кілограмів, щоб потрапити до збірної.
У 2013 році Рулон Гарднер визнав себе банкрутом. Його борги склали майже 3 мільйони доларів. Чемпіон змушений був продати будинок в штаті Юта, яхту, улюблений «Harley-Davidson» та перебратися у Форт-Коллінс, штат Колорадо. Працював телевізійним аналітиком. Отримавши в університеті ступінь бакалавра з фізичної культури, працював мотиваційним лектором. Потім був торговим представником компанії, пов'язаної з медичним обладнанням, а у вихідні часто допомагає тренерам в молодіжних борцівських таборах.
У 2005 році разом з Бобом Щаллером випустив мотиваційну автобіографію «Never Stop Pushing: My Life from a Wyoming Farm to the Olympic Medals Stand» (укр. «Ніколи не здавайся: Моє життя від Вайомінзької ферми до олімпійських медалей»).

## Спортивні результати

### Виступи на Олімпіадах
| Змагання                    | Збірна | Вагова категорія                  | Місце  |
| --------------------------- | ------ | --------------------------------- | ------ |
| Літні Олімпійські ігри 2000 | США    | греко-римська боротьба, до 130 кг | Золото |
| Літні Олімпійські ігри 2004 | США    | греко-римська боротьба, до 120 кг | Бронза |

### Виступи на Чемпіонатах світу
| Змагання                        | Збірна | Вагова категорія                  | Місце  |
| ------------------------------- | ------ | --------------------------------- | ------ |
| Чемпіонат світу з боротьби 1997 | США    | греко-римська боротьба, до 130 кг | 5      |
| Чемпіонат світу з боротьби 2001 | США    | греко-римська боротьба, до 130 кг | Золото |
| Чемпіонат світу з боротьби 2003 | США    | греко-римська боротьба, до 120 кг | 10     |

### Виступи на Панамериканських чемпіонатах
| Змагання                                   | Збірна | Вагова категорія                  | Місце  |
| ------------------------------------------ | ------ | --------------------------------- | ------ |
| Панамериканський чемпіонат з боротьби 1994 | США    | вільна боротьба, до 130 кг        | Золото |
| Панамериканський чемпіонат з боротьби 1997 | США    | греко-римська боротьба, до 125 кг | Срібло |
| Панамериканський чемпіонат з боротьби 1998 | США    | греко-римська боротьба, до 130 кг | Золото |
| Панамериканський чемпіонат з боротьби 2000 | США    | греко-римська боротьба, до 130 кг | Золото |

### Виступи на Панамериканських іграх
| Змагання                  | Збірна | Вагова категорія                  | Місце  |
| ------------------------- | ------ | --------------------------------- | ------ |
| Панамериканські ігри 2003 | США    | греко-римська боротьба, до 120 кг | Срібло |

### Виступи на Кубках світу
| Змагання                    | Збірна | Вагова категорія                  | Місце  |
| --------------------------- | ------ | --------------------------------- | ------ |
| Кубок світу з боротьби 1996 | США    | греко-римська боротьба, до 130 кг | Золото |

### Виступи на інших змаганнях
| Змагання                               | Збірна | Вагова категорія                  | Місце  |
| -------------------------------------- | ------ | --------------------------------- | ------ |
| Тестовий турнір FILA 1998              | США    | греко-римська боротьба, до 130 кг | Золото |
| Тестовий турнір FILA 1998              | США    | греко-римська боротьба, до 130 кг | Бронза |
| Кубок Вантаа з боротьби 1998           | США    | греко-римська боротьба, до 130 кг | Золото |
| Міжнародний меморіал Дейва Шульца 1999 | США    | греко-римська боротьба, до 130 кг | Золото |
| Міжнародний меморіал Дейва Шульца 2000 | США    | греко-римська боротьба, до 130 кг | Золото |
| Міжнародний меморіал Дейва Шульца 2003 | США    | греко-римська боротьба, до 120 кг | Срібло |
| Міжнародний меморіал Дейва Шульца 2004 | США    | греко-римська боротьба, до 120 кг | Золото |